# Marquée
Marquée (titre original : Marked) est le premier roman de la saga La Maison de la nuit écrit par P. C. Cast et Kristin Cast. Le livre a été traduit dans plus de vingt langues.

## Résumé
Dans un monde qui pourrait être le nôtre vit Zoey Redbird, une adolescente presque comme les autres. Un soir après les cours, un jeune homme inquiétant s'approche d'elle. Soudain, il la désigne du doigt et lui dit : " Zoey, ta mort sera ta renaissance, ton destin t'attend à la Maison de la Nuit." À ces mots, une marque mystérieuse apparaît sur son front. Zoey est terrifiée mais – elle le sait – elle doit intégrer le pensionnat où sont formés les futurs vampires, pour y réussir sa transformation ... ou mourir.